# Шахрияр Дербенди
Шахрияр Дербенди (перс. شهریار دربندی‎) — персидский аристократ. Служил командиром Куты, древнего города недалеко от сасанидской столицы Ктесифона.

## Биография
Родился в Дербенте в дихканской семье. Шахрияр впервые упоминается во время арабского вторжения в Иран, где в 637 году он был назначен командиром Куты двумя военными офицерами Миграном Рази и Нахираганом. Офицеры позже отправились в Ктесифон, а Шахрияр остался в Куте.
Вскоре арабы добрались до Куты, и по прибытии Шахрияр сказал им: «Пусть любой человек или всадник из вас, достаточно большой и сильный, подойдет ко мне, чтобы я мог преподать ему урок». Затем арабский генерал Зухра ибн аль-Хавия оскорбил Шахрияра, что заставило его напасть на арабскую армию; однако Шахрияр в конечном итоге потерпел поражение и был убит во время столкновения.